# Companhia Estadual de Geração e Transmissão de Energia Elétrica
A Companhia Estadual de Geração e Transmissão de Energia Elétrica (CEEE GT) foi uma empresa de economia mista pertencente ao Grupo CEEE, e atuava na geração, transmissão e comercialização de energia elétrica destinadas, principalmente, ao suprimento do Rio Grande do Sul.

## Histórico
Em atendimento à Lei Federal 10.848/04, que determina que as atividades de geração, transmissão e distribuição de energia devem ser alocadas em empresas diferentes, o Grupo CEEE passou a operar em dezembro de 2006. Acumulou uma experiência de quase 80 anos no setor elétrico, atuando nos segmentos de geração, transmissão e distribuição de energia elétrica destinados ao suprimento do Rio Grande do Sul.
O Grupo CEEE foi originalmente formado pela empresa holding denominada Companhia Estadual de Energia Elétrica Participações - CEEE Par e suas duas controladas: a Companhia Estadual de Geração e Transmissão de Energia Elétrica - CEEE-GT e a Companhia Estadual de Distribuição de Energia Elétrica - CEEE-D, permanecendo o Governo do Estado do Rio Grande do Sul com o controle acionário e o poder de gestão de todas as empresas oriundas do processo de reestruturação.
A estrutura acionária da empresa era composta pela Companhia Estadual de Energia Elétrica Participações (CEEE Par), que detinha 65,92% das ações da CEEE e a Eletrobrás que possuía 32,59% da participação, além de outros sócios minoritários.
A empresa produzia 75% da energia hidrelétrica gerada no Rio Grande do Sul e possui 5.781 quilômetros em linhas de transmissão de energia no Estado. Atuava, também, em programas de pesquisa e desenvolvimento tecnológico, além de diversos projetos sociais, culturais e ambientais.
As principais usinas hidrelétricas da CEEE GT, se localizavam em dois principais sistemas, Jacuí e Salto, e totalizavam uma capacidade própria instalada de 910,6 MW de potência.
Em fevereiro de 2021, foi aprovada em assembleia geral extraordinária a cisão parcial da CEEE-GT, com a divisão das atividades de transmissão (CEEE-T) e geração (CEEE-G).
Em julho de 2021, o Grupo CEEE privatizou a transmissão de energia elétrica para a CPFL Energia, em outubro do mesmo ano, a companhia assumiu a administração da transmissora. Em abril do ano seguinte, a CPFL aumentou a participação da CEEE-T que pertencia a Eletrobras.
Em julho de 2022, a Companhia Estadual de Geração de Energia Elétrica (CEEE-G) foi vendida para a Companhia Florestal do Brasil, vinculada à Companhia Siderúrgica Nacional (CSN), por R$ 928 milhões. e em dezembro do mesmo ano a CSN aumentou a participação da CEEE-G que pertencia a Eletrobras.

## Usinas
As usinas da CEEE GT eram:
- Usina Hidrelétrica Itaúba – 500,00 MW
- Usina Hidrelétrica Leonel de Moura Brizola (Jacuí) – 180,00 MW
- Usina Hidrelétrica Passo Real – 158,00 MW
- Usina Hidrelétrica Canastra – 44,00 MW
- Usina Hidrelétrica Bugres – 11,50 MW
- Usina Hidrelétrica Capingui – 4,00 MW
- Usina Hidrelétrica Ernestina – 3,70 MW
- Usina Hidrelétrica Santa Rosa – 1,90 MW
- Usina Hidrelétrica Guarita – 1,70 MW
- Usina Hidrelétrica Herval – 1,40 MW
- Usina Hidrelétrica Forquilha – 1,10 MW
- Usina Hidrelétrica Toca – 1,10 MW
- Usina Hidrelétrica Passo do Inferno – 1,10 MW
- Usina Hidrelétrica Ijuisinho – 1,00 MW
- Usina Hidrelétrica Ivaí – 0,70 MW

Além destas usinas, a CEEE GT ampliou o seu parque gerador através da sua participação em projetos realizados em parcerias público/privada:
- Usina Hidrelétrica Machadinho – 1.140 MW
- Usina Hidrelétrica Campos Novos – 880 MW
- Usina Hidrelétrica Foz do Chapecó – 855 MW
- Usina Hidrelétrica Monte Claro – 130 MW
- Usina Hidrelétrica Castro Alves – 130 MW
- Usina Hidrelétrica Dona Francisca – 125 MW
- Usina Hidrelétrica 14 de Julho – 100 MW
- Usina Hidrelétrica Jaguari – 9,8 MW